# Жучков, Алексей Владимирович
Алексей Владимирович Жучков (род. 20 декабря 1982 года, Москва, РСФСР, СССР) — российский художник-монументалист, мозаичист, член-корреспондент РАХ (2021).

## Биография
Родился 20 декабря 1982 года в Москве, где живёт и работает.
В 2001 году — окончил Московский академический художественный лицей, в 2007 году — окончил Московский государственный академический художественный институт имени В. И. Сурикова, мастерская профессора Е. Н. Максимова, в 2013 году — окончил Творческие мастерские Российской академии художеств, руководитель — Е. Н. Максимов.
С 2007 года — член Московского Союза художников, с 2011 года — член Союза художников России.
В 2021 году — избран членом-корреспондентом Российской академии художеств от Отделения живописи.
Член правления монументальной секции Московского Союза художников (СХ МДИ МСХ, с 2016 года), член правления и заместитель председателя монументальной секции Союза художников России (с 2018 года), член президиума Ассоциации художников-монументалистов (с 2023 года).

## Творческая деятельность
Основные монументальные произведения: росписи Преображенской церкви Храма Христа Спасителя (автор — Е. Н. Максимов; Москва, 2010); мозаики, росписи и иконостас для Скопинского Димитриевского монастыря (село Дмитриево, 2012—2015); роспись колокольни монастыря Дионисиат на Афоне в Греции (2015); мозаики для Пантелеимоновского монастыря на Афоне в Греции (2015); роспись храма Иннокентия Иркутского в Андреевском скиту на Афоне в Греции (2015); мозаика Богородицы Афонской в честь 1000-летия русского монашества на Афонской земле на Подворье Афонского монастыря (Москва, 2015); мозаики для храма Святого Саввы во Врачаре в Сербии (автор — Н. А. Мухин; 2016—2022); мозаичные иконы для иконостаса Вознесенского храма (Электросталь, 2022—2023); мозаики для храма Веры, Надежды, Любови и матери их Софии (Обнинск, 2022—2023).
Участник выставок с 2002 года, в том числе «Остров» в выставочных залах Московского союза художников (совместно со Светланой Темчук, 2010).
Персональные выставки: «Mogisterdixit?» на дизайн-заводе Флакон (Москва, 2012); «В прозрачном воздухе бетона» в галерее «Открытый клуб» (Москва, 2016); «Среди камней» в галерее «Ковчег» (Москва, 2016); «24 ступени» в галерее Гараж (Москва, 2022).
В 2023 году, вместе с группой других академиков и членов-корреспондентов РАХ, участвовал в фестивале современного церковного искусства «Видеть и слышать».

## Награды
Государственные и общественные награды
- Благодарность Администрации Президента Российской Федерации (2002)
- Медаль Преподобного Сергия Радонежского II степени Русской православной церкви (2006)
- Стипендиат Министерства Культуры РФ (2007—2008, 2016—2017)
- диплом Русской Православной церкви (2019)
- Благодарность Министра Культуры РФ (2021)

Награды РАХ
- Медаль РАХ «За успехи в учёбе» (2001, 2004)
- Благодарность РАХ «За участие в росписи стен и сводов Преображенской церкви Храма Христа Спасителя» (2012)
- Благодарность РАХ "За проведение персональной выставки «Натюрморт/Mogisterdixit?», дизайн-завод Флакон (2012)
- Благодарность РАХ «За участие в отчетной выставке „Среда обитания“ Творческой мастерской монументальной живописи РАХ» (2012), Серебряная медаль РАХ (2018, 2019), медаль «Достойному» РАХ (2022)